# Joseph Adrien Rogron
Joseph Adrien Rogron était un juriste français né à Fontaine-la-Guyon le 30 mai 1793 et mort en juin 1871.
Il était avocat aux Conseils du roi et à la Cour de cassation. Il a également travaillé comme conservateur de la bibliothèque, en publiant des commentaires sur les codes français.
Ses contributions ont en particulier concerné : 
- le Code civil en 1824 ;
- le Code de commerce en 1825 ;
- le Code de procédure en 1826 ;
- le Code criminel en 1827.

Par la suite, il a également publié d'autres commentaires sur le Code de la pêche en rivière, le Code politique, le Code du pays et le Code de la chasse.